# Saint-Nicolas-de-Sommaire
Saint-Nicolas-de-Sommaire är en kommun i departementet Orne i regionen Normandie i nordvästra Frankrike. Kommunen ligger i kantonen La Ferté-Frênel som tillhör arrondissementet Argentan. År 2022 hade Saint-Nicolas-de-Sommaire 266 invånare.

## Befolkningsutveckling
Antalet invånare i kommunen Saint-Nicolas-de-Sommaire
| Referens: INSEE |